# أوفراتش
أوفراتش هي مدينة من مدن أوكرانيا. يبلغ عدد سكانها 16,614 نسمة وذلك حسب إحصائيات سنة 2013. يبلغ ارتفاع المدينة عن سطح البحر قرابة 149 متر. تبلغ مساحتها 9 كم².

## المناخ
يظهر الجدول التالي التغييرات المناخية على مدار السنة لأوفراتش:
| البيانات المناخية لـأوفراتش | البيانات المناخية لـأوفراتش | البيانات المناخية لـأوفراتش | البيانات المناخية لـأوفراتش | البيانات المناخية لـأوفراتش | البيانات المناخية لـأوفراتش | البيانات المناخية لـأوفراتش | البيانات المناخية لـأوفراتش | البيانات المناخية لـأوفراتش | البيانات المناخية لـأوفراتش | البيانات المناخية لـأوفراتش | البيانات المناخية لـأوفراتش | البيانات المناخية لـأوفراتش | البيانات المناخية لـأوفراتش |
| الشهر                       | يناير                       | فبراير                      | مارس                        | أبريل                       | مايو                        | يونيو                       | يوليو                       | أغسطس                       | سبتمبر                      | أكتوبر                      | نوفمبر                      | ديسمبر                      | المعدل السنوي               |
| --------------------------- | --------------------------- | --------------------------- | --------------------------- | --------------------------- | --------------------------- | --------------------------- | --------------------------- | --------------------------- | --------------------------- | --------------------------- | --------------------------- | --------------------------- | --------------------------- |
| المتوسط اليومي °م (°ف)      | −6.2 (20.8)                 | −4.8 (23.4)                 | −0.1 (31.8)                 | 7.7 (45.9)                  | 14.2 (57.6)                 | 17.1 (62.8)                 | 18.1 (64.6)                 | 17.3 (63.1)                 | 12.8 (55.0)                 | 7.1 (44.8)                  | 1.5 (34.7)                  | −2.9 (26.8)                 | 6.8 (44.2)                  |
| الهطول مم (إنش)             | 40 (1.6)                    | 35 (1.4)                    | 34 (1.3)                    | 45 (1.8)                    | 52 (2.0)                    | 81 (3.2)                    | 96 (3.8)                    | 71 (2.8)                    | 52 (2.0)                    | 39 (1.5)                    | 50 (2.0)                    | 46 (1.8)                    | 641 (25.2)                  |
| المصدر: NOAA                |                             |                             |                             |                             |                             |                             |                             |                             |                             |                             |                             |                             |                             |

## معرض صور

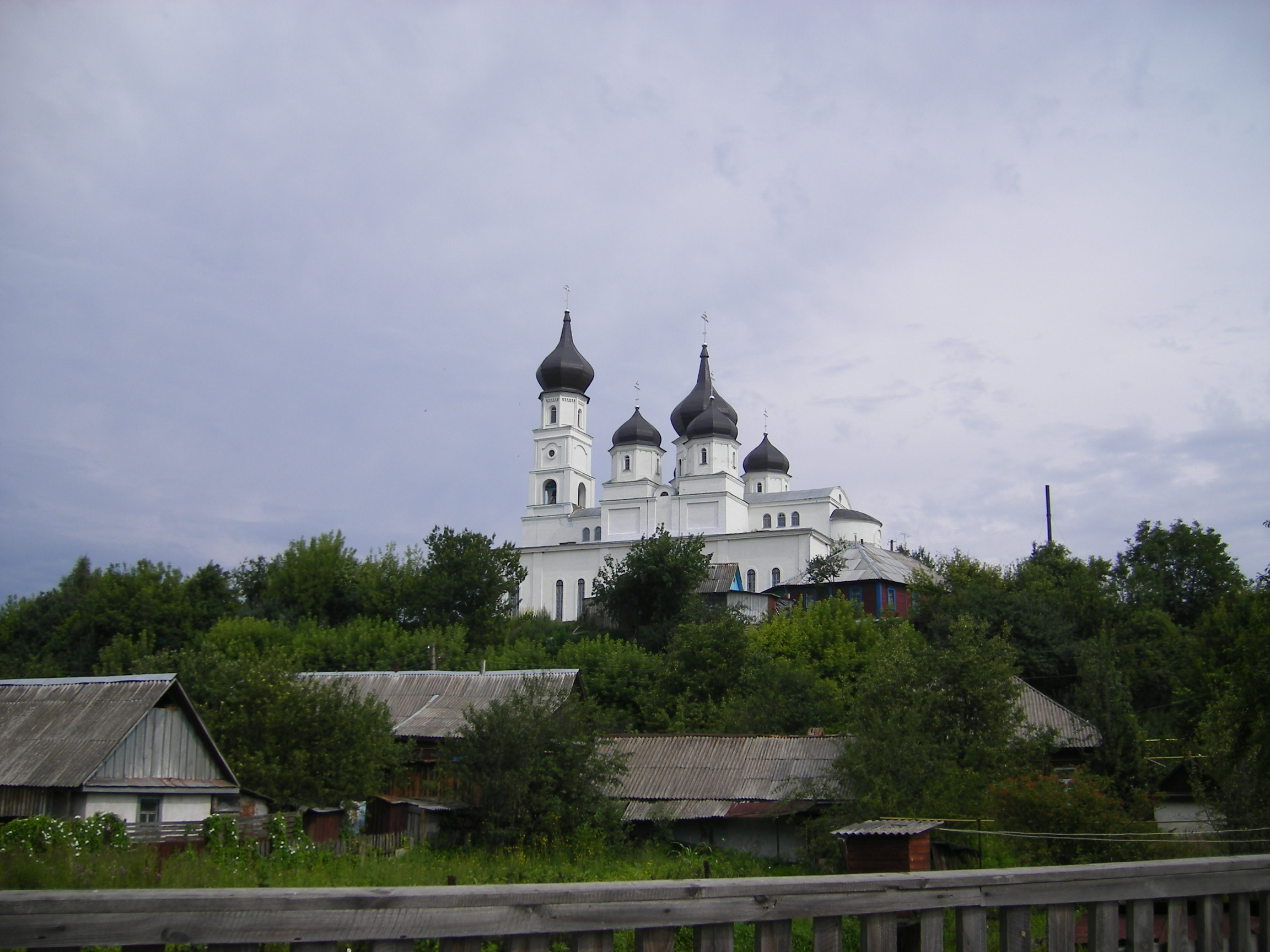
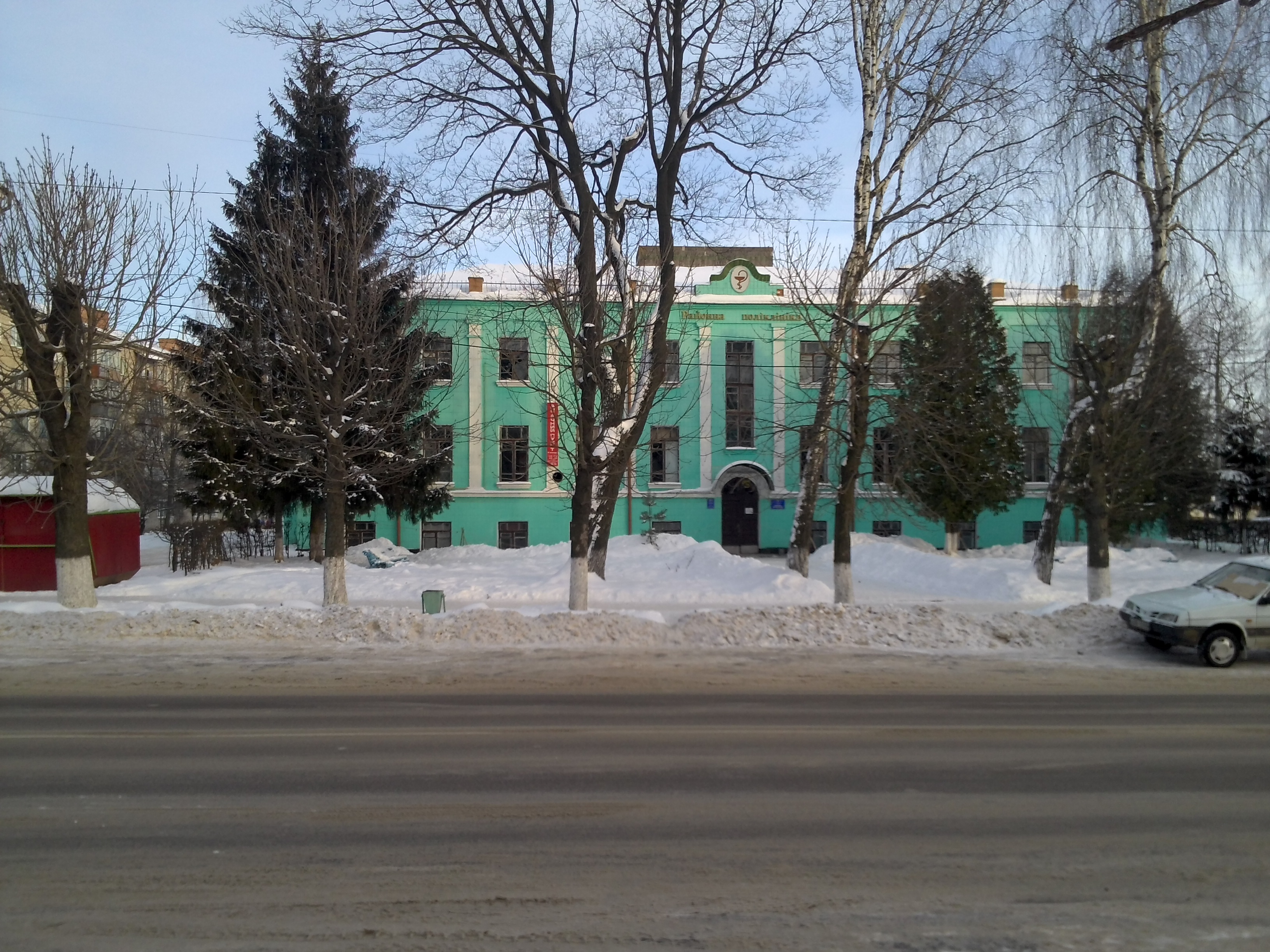
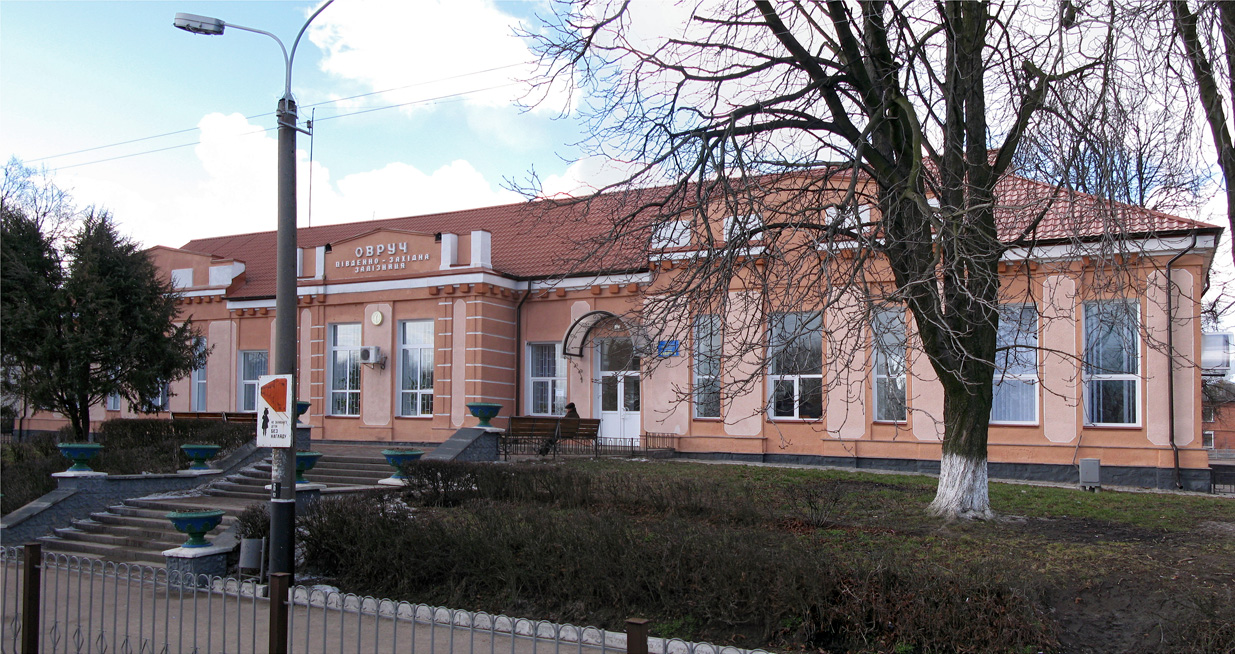
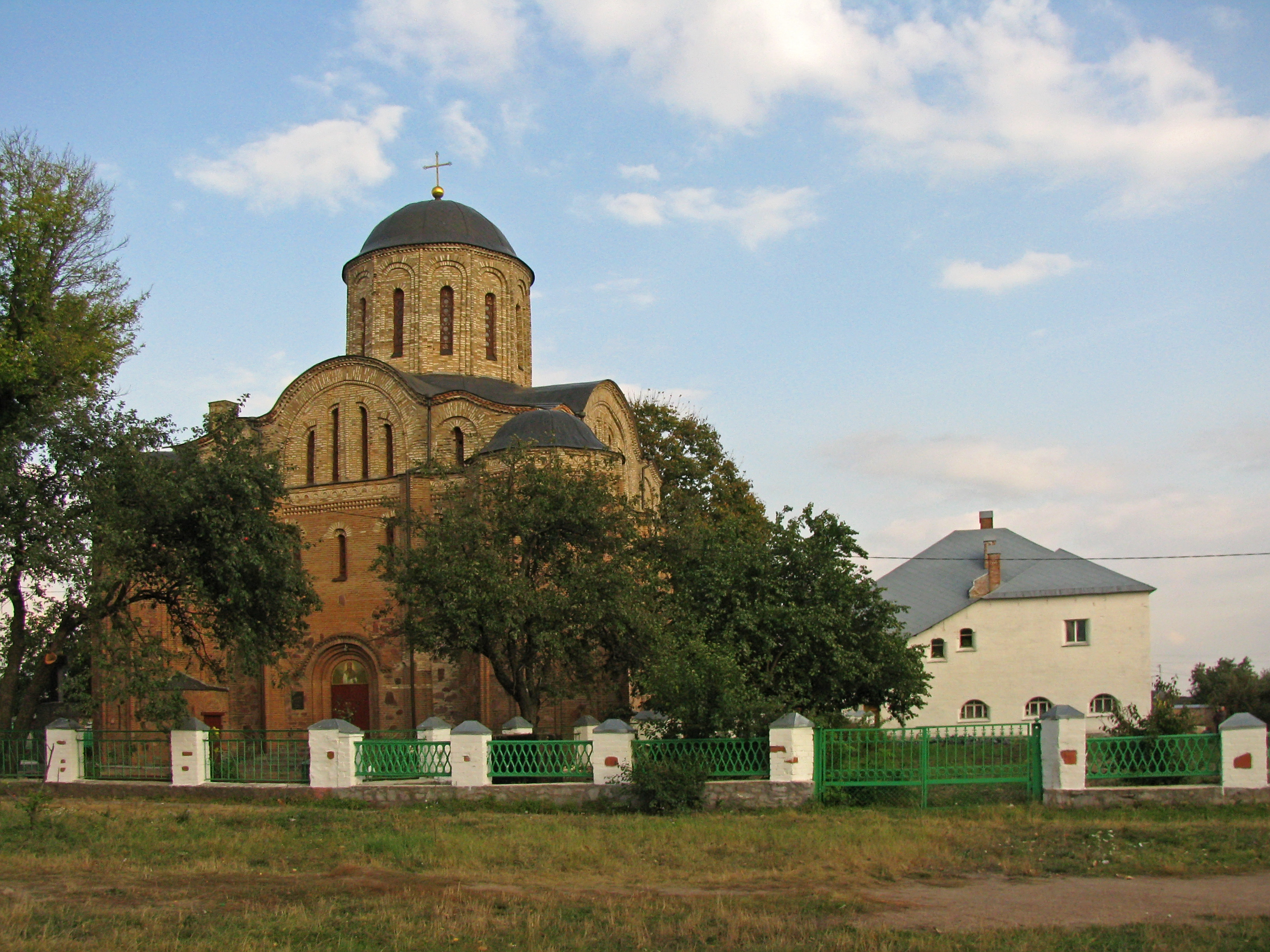

## أعلام
- فلاديمير ريوريكوفيتش الرابع
- فيتالي بافلوف